# Hausen bei Brugg

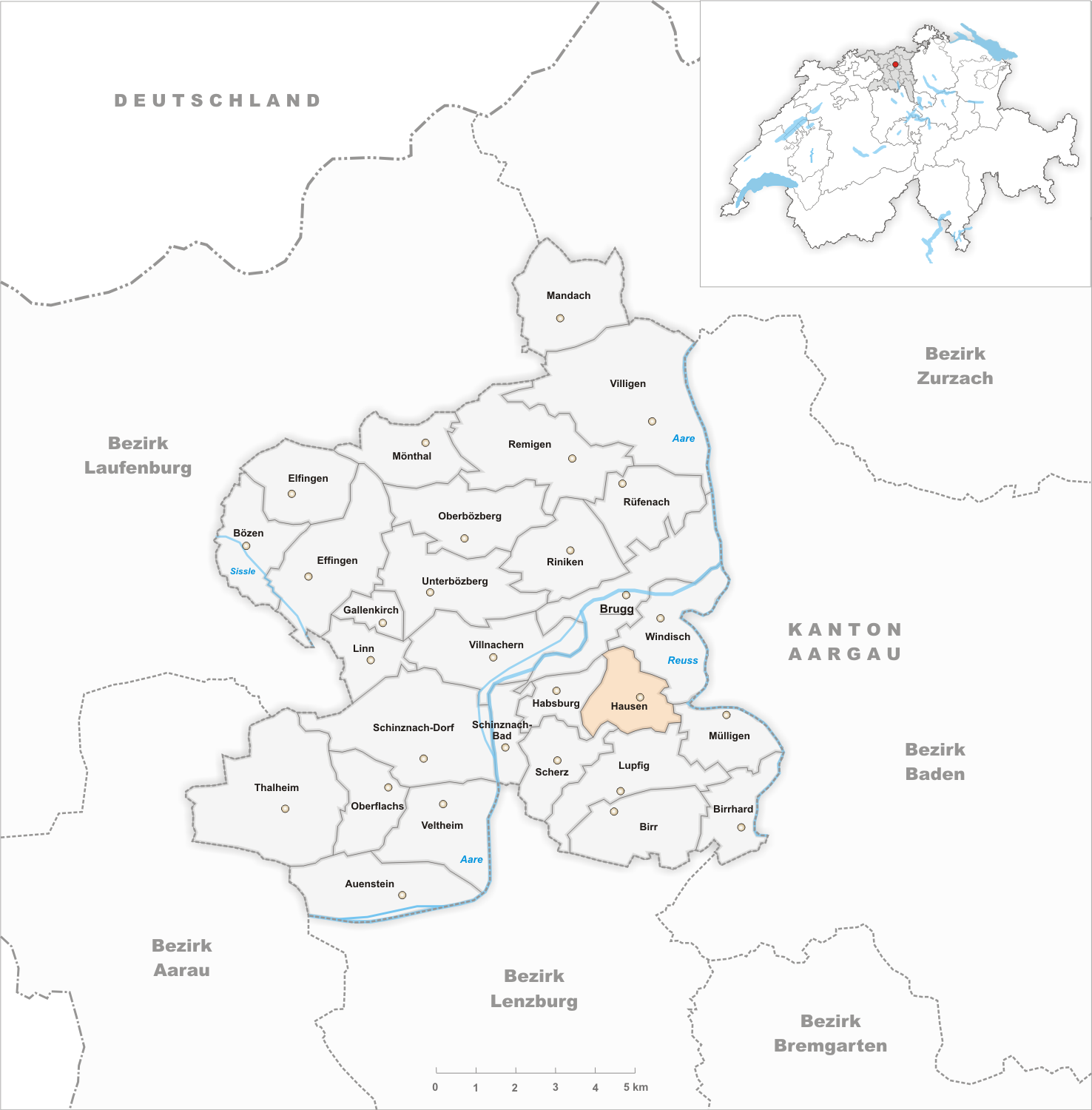
Hausen bei Brugg

Hausen bei Brugg (tên gọi trước năm 2003: Hausen) là một đô thị ở huyện Brugg ở bang Aargau, Thụy Sĩ.
Habsburg có diện tích (thời điểm năm 2009) là trong 3.22 km² (0,9 dặm Anh vuông). Trong đó có 0,7 km² hoặc 21,0% được sử dụng cho mục đích nông nghiệp, 1,52 km² hay 47,4% diện tích là rừng. Phần còn lại diện tích đất có 0,95 km vuông hay 29,6% là đất xây dựng (nhà, đường sá), 0,01 km2 hay 0,3% là sông và hồ.